# W. Merle Connell
Pour les articles homonymes, voir Connell.
 W. Merle Connell, né le 7 janvier 1905 à Yakima (Washington), et mort le 25 novembre 1963 à Los Angeles est un directeur de la photographie, monteur et réalisateur américain.

## Biographie
Il est le père de l'actrice Linda Connell.

## Filmographie
en tant que réalisateur sauf mention contraire
- 1947 : A Night at the Follies
- 1947 : Rhumba Amalia
- 1948 : Test Tube Babies
- 1948 : Hometown Girl
- 1949 : The Devil's sleep (en)[2]
- 1949 : Trouble at Melody Mesa (en)
- 1949 : Les Danseuses du désir
- 1950 : International Burlesque
- 1950 : Tomb Itmay Concern
- 1951 : Ding Dong
- 1952 : Untamed Women
- 1953 : A Bedroom fantasy
- 1953 : Dance Hall Racket (en) (directeur de la photographie)
- 1954 : Bagdad After Midnite
- 1954 : Tijuana After Midnite (directeur de la photographie)
- 1956 : The Flesh Merchant
- 1957 : The Unearthly (directeur de la photographie)
- 1957 : Kiss Me Baby (directeur de la photographie)
- 1960 : Not Tonight Henry
- 1960 : The Cape Canaveral Monsters (en)
- 1960 : The Jailbreakers (en) (directeur de la photographie)